# Самохвалово (Омская область)
Самохвалово — деревня в Муромцевском районе Омской области России. Входит в состав Ушаковского сельского поселения .

## История
Основана в 1676 г. В 1928 году село Самохвалово состояло из 169 хозяйств, основное население — русские. Центр Самохваловского сельсовета Муромцевского района Тарского округа Сибирского края.

## Население
| 1926 | 2010 |
| ---- | ---- |
| 678  | ↘91  |